# کارولین شویو
کارولین شویو (انگلیسی: Carolin Schiewe؛ زادهٔ ۲۳ اکتبر ۱۹۸۸) بازیکن فوتبال اهل آلمان است.
از باشگاه‌هایی که در آن بازی کرده‌است می‌توان به باشگاه فوتبال ۱.اف‌اف‌سی توربین پوتسدام و باشگاه فوتبال زنان فرایبورگ اشاره کرد.